# Zalesie Dolne
Zalesie Dolne (dawn. Miasto-Las Zalesie) – kiedyś samodzielna miejscowość, w której skład wchodziły dzielnice: Zalesie Las, Zalesie Ogród oraz Zalesie Adamów. Od 1 lipca 1952 roku część podwarszawskiego Piaseczna.
Zalesie Dolne powstało w wyniku parcelacji majątku Wólka Kozodawska i dóbr wilanowskich w okresie dwudziestolecia międzywojennego na fali mody miast-lasów i miast ogrodów. O wyróżniającej się tożsamości tego miejsca decyduje fakt, że do dzisiaj układy urbanistyczne 3 osiedli składających się na Zalesie Dolne pozostały w zasadzie nie zmienione. Otaczające je od strony wschodniej tereny „Górek Szymona” i dolina rzeki Jeziorki wraz ze stawami żabienieckimi, aż do Ośrodka „Wisła” stanowią unikatowy, cenny przyrodniczo i krajobrazowo obszar.
Tadeusz Żmudziński w drugiej połowie lat dwudziestych XX wieku pisał o Zalesiu Dolnym: „tu, gdzie wszystko przecież jakby umyślnie składa się po temu, by stworzyć rozkoszny zakątek, poświęcony wytchnieniu i pokrzepieniu zdrowia. Gdzie znajdziecie taką ziemię i takie powietrze, i takie lasy jak w Piasecznie i jego najbliższej okolicy; gdzie znajdziecie warunki przyrody, które by w stopniu równie wybitnym odpowiadały wymaganiom zdrowotności? Wysokie położenie nad poziomem morza, grunt przepuszczalny, a mimo to obfitujący w wodę do picia i do kąpieli, osłona przed wiatrami, powietrze, nasycone balsamiczną wonią i przepojone ozonem sosnowych lasów – to są skarby, których nikomu (...) marnować nie wolno.”

## Historia administracyjna
Dawniej samodzielna miejscowość, do 1952 w gminie Jazgarzew w powiecie grójeckim. 20 października 1933 utworzono gromadę Miasto Las Zalesie w granicach gminy Jazgarzew, składającą się z samego letniska Miasto Las Zalesie.
Podczas II wojny światowej w Generalnym Gubernatorstwie, w dystrykcie warszawskim. W 1943 gromada Miasto-Las Zalesie liczyła 637 mieszkańców.
1 lipca 1952 gromadę Miasto Las Zalesie wyłączono z gminy Jazgarzew i włączono do Piaseczna w nowo utworzonym powiecie piaseczyńskim.

## Znane obiekty

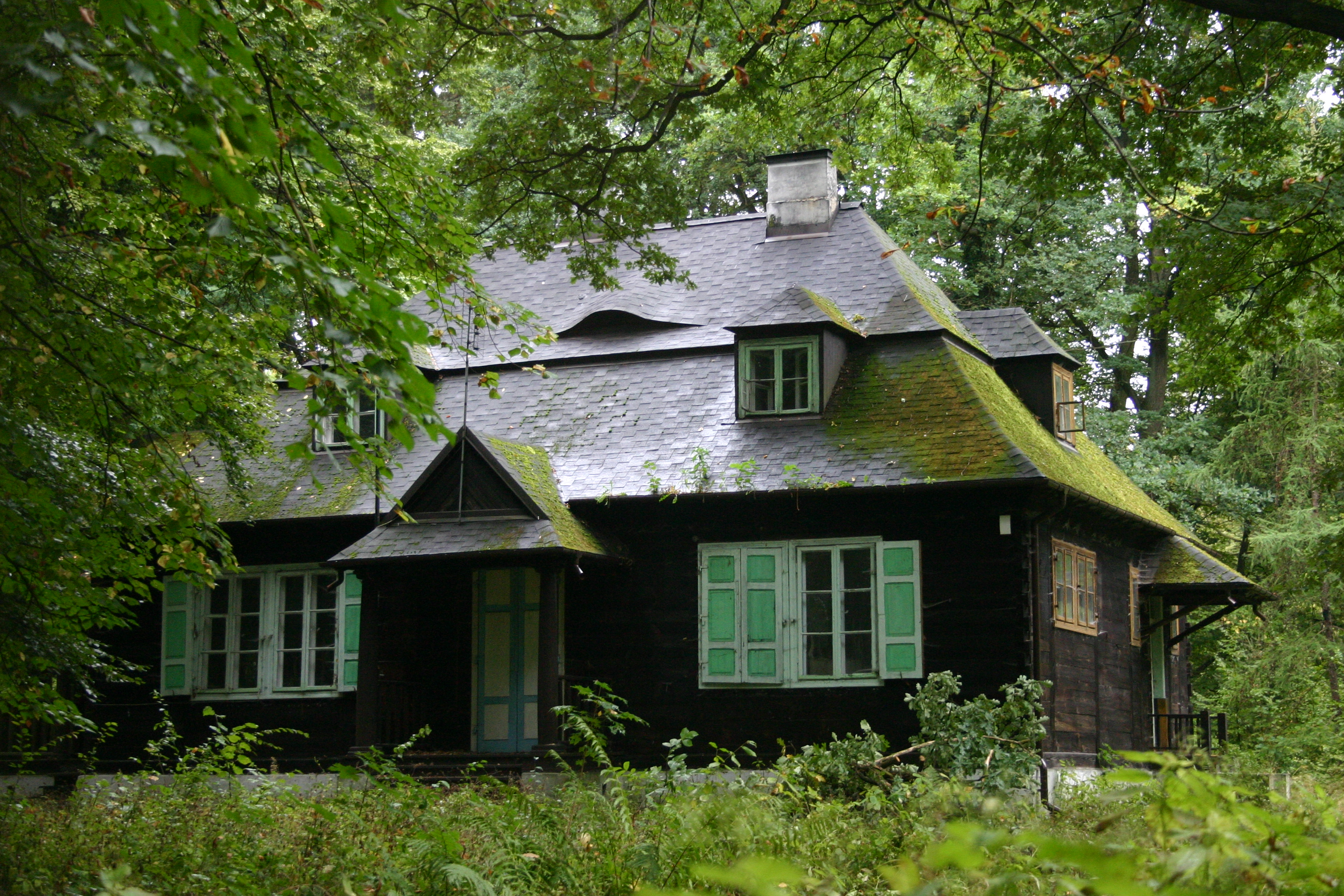
Willa „Siedziba”

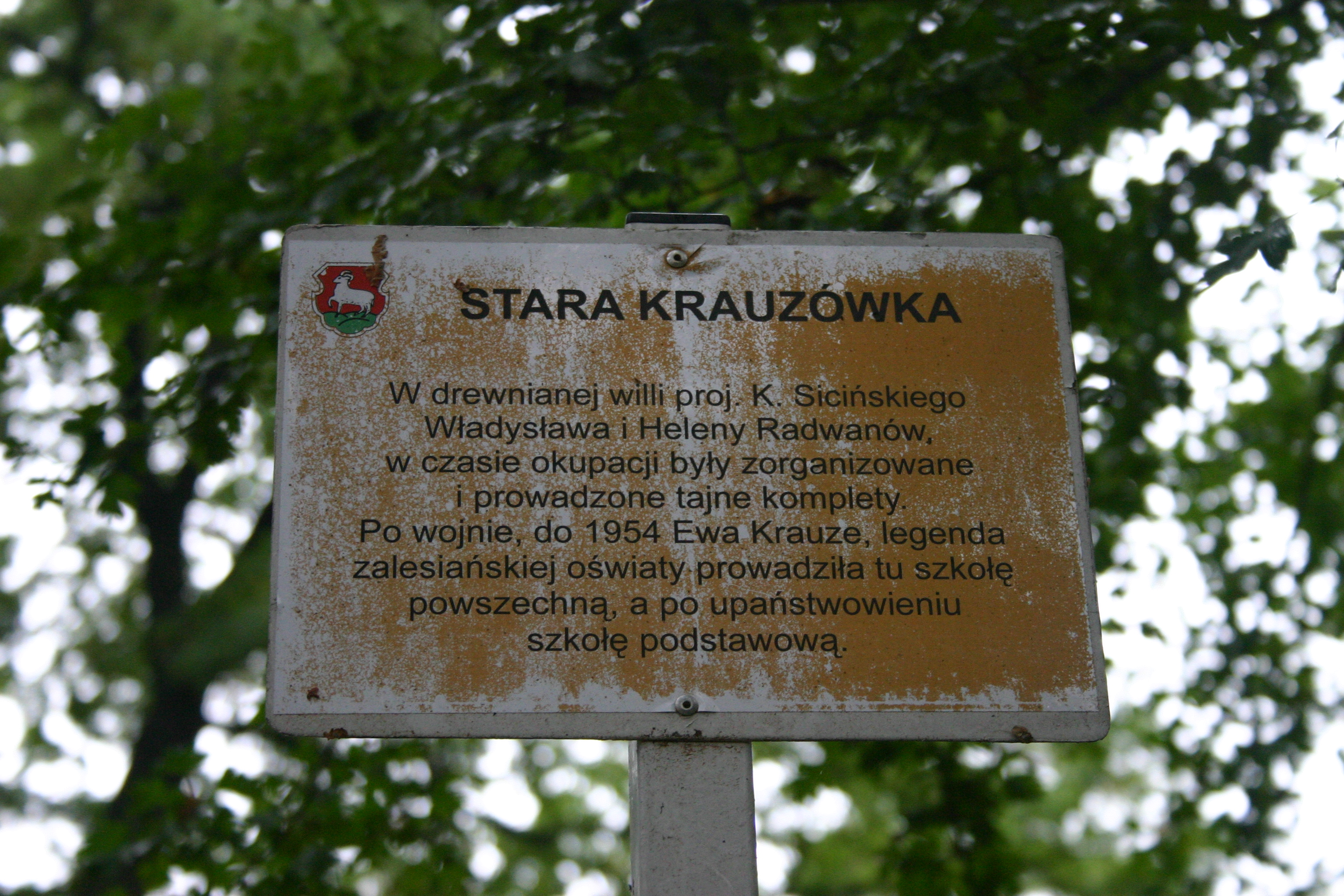
Tablica informacyjna upamiętniająca szkołę założoną przez Ewę Krauze w willi „Siedziba”

1. Szkoła Podstawowa nr 2 im. Ewy Krauze popularnie zwana Krauzówką, wybudowana w czynie społecznym i oddana do użytku w 1955 roku, dzięki staraniom i pracy patronki.
2. Szkoła średnia: aktualnie Zespół Szkół nr 2 im. Emilii Plater, dawniej Liceum Ogólnokształcące „Platerówka”.
3. Kościół murowany: kamień węgielny pod nowy murowany kościół położył w połowie sierpnia 1980 kardynał Stefan Wyszyński. Nowoczesna bryła projektu Andrzeja Piłatowskiego i Wojciecha Szymborskiego doskonale wpisuje się w leśne otoczenie.
4. Tablica poświęcona pamięci Leony, Józefa i Tadeusza Zawadzkich na zewnętrznej ścianie kościoła w Zalesiu Dolnym.
5. Zabytkowy budynek stacji kolejki wąskotorowej.
6. „Dom Zośki”: drewniana willa projektu Karola Sicińskiego z 1929 roku, zakupiona przez prof. Józefa Zawadzkiego. Nazwa pochodzi od pseudonimu konspiracyjnego syna profesora Tadeusza Zawadzkiego „Zośki”. Willa posiada szczególną wartość historyczną ze względu na powiązanie z rodziną Zawadzkich, której zaangażowanie w sprawy kraju sprawiło, że willa stała się miejscem spotkań konspiracyjnych najwyższych działaczy Polskiego Państwa Podziemnego. W czasie okupacji bywali tutaj m.in. Aleksander Kamiński, Piotr Pomian, Jan Zieja, a nawet przez pewien czas generał Stefan Rowecki ps. Grot.[2]. Willa wpisana do rejestru zabytków.
7. Willa „Siedziba”: drewniana willa projektu Karola Sicińskiego. Wybudowana w połowie lat dwudziestych dla Heleny i Władysława Radwanów. W 1927 roku założono w niej Towarzystwo Przyjaciół Miasta-Lasu Zalesie. W czasie okupacji willa była wykorzystywana jako szpital polowy, potem była miejscem tajnego nauczania. Po wojnie, w tym domu Ewa Krauze założyła pierwszą szkołę podstawową w Zalesiu Dolnym (tzw. „Stara Krauzówka”). Willa wpisana do rejestru zabytków.
8. Willa „Sanoczanka”: zamieszkiwał w niej pochodzący z Sanoka Władysław Studziński[7][8].
9. Wille z lat 30. XX wieku:

- willa „Runo” z 1933 roku przy ulicy Dębowej (proj. Borys von Zinserling, willa w stylu „okrętowym”);
- replika willi „Pod skrzydłami” ( proj. oryginalny Marian Lalewicz);
- willa przy ul Anny Jagiellonki 17 (z detalem w stylu art déco);
- willa „Jast” z 1933 roku;
- willa „Halusin” z 1932 ( proj. Karol Siciński);
- willa przy ul Jodłowej 2.

## Osoby związane z miejscowością
- Maria Dąbrowska – szwagierka Wacława Dąbrowskiego i przyjaciółka domu. Chętnie bywała w willi „Kropka”. O swoich wizytach w latach trzydziestych, czterdziestych i w czasie okupacji pisze w swoich Dziennikach[9].
- Wacław Dąbrowski
- Wanda Dąbrowska – ps. Jan Dewan. W 1932 Wanda i Wacław Dąbrowscy nabyli działkę w Zalesiu. W 1937 została na niej wzniesiona willa w stylu dworkowym "Kropka". Dąbrowscy, zakochani w Zalesiu, związani byli z tym miejscem do końca życia[10].
- Witold Doroszewski – językoznawca. W 1963 wraz z żoną Janina przenieśli z Klikuszowej-Niwy do Zalesia na ul. Anny Jagiellonki 12 domek w stylu zakopiańskim z lat dwudziestych, w którym mieszkali potem także ich potomkowie[11].
- Lech Koliński – architekt, profesor Akademii Sztuk Pięknych w Warszawie
- Kuba Sienkiewicz – lekarz neurolog, muzyk, lider zespołu „Elektryczne Gitary”.
- Janina Świtalska – nauczycielka.
- Kazimierz Świtalski – były premier RP.
- Józef Wilkoń – ma tu swój dom i pracownię.
- Stefan Wyszyński – kardynał, Prymas Polski. W Zalesiu Dolnym przy ulicy Modrzewiowej mieszkali ojciec i siostra Prymasa. Druga siostra mieszkała przy ulicy Kordeckiego. Siostra Prymasa Stanisława Jarosz była nauczycielką w miejscowej szkole.
- Anna Zawadzka
- Józef Zawadzki
- Leona Zawadzka
- Tadeusz Zawadzki – ps. Zośka, bohater książki Aleksandra Kamińskiego „Kamienie na szaniec”.
- Paweł Zarzeczny – dziennikarz, mieszkał w Zalesiu Dolnym.

## Przyroda
Domy i wille budowano i buduje się tu wśród starego lasu. Mieszkańcy oraz odwiedzający mogą podziwiać piękny krajobraz kulturowy. Przyroda i cywilizacja uzupełniają się tutaj wzajemnie.
Na terenie Zalesia Adamowa występuje cenny drzewostan w postaci mazowieckiej odmiany grądu, reprezentowanego przez drzewostany dębowo – grabowe z udziałem lipy i klonu. Są to cieniste lasy z bogatym runem i rozwiniętą dolną warstwą krzewów.
Na terenach piasków wydmowych w okolicach Górek Szymona występują najczęściej sosny pospolite oraz charakterystyczne sosny karłowate.
Na terenie Zalesia znajduje się 37 pomników przyrody, co stanowi większość pomników przyrody zarejestrowanych na terenie gminy Piaseczno – gł. dąb szypułkowy Quercus robur i sosna pospolita Pinus silvestris.
16 hektarów zajmują ogólnodostępne parki leśne, w tym chętnie odwiedzane przez mieszkańców Piaseczna Górki Szymona.

## Organizacje społeczne
Towarzystwo Przyjaciół Zalesia Dolnego – stowarzyszenie obywatelskie powołane do życia w 1991 roku jako kontynuator i spadkobierca tradycji działającego w okresie II Rzeczypospolitej (od 12 września 1927 roku do wybuchu II wojny światowej) Towarzystwa Przyjaciół Miasta-Lasu Zalesie. Celem Towarzystwa Przyjaciół Zalesia Dolnego jest prowadzenie działalności zmierzającej do zaspokojenia duchowych, intelektualnych i kulturalnych potrzeb lokalnej społeczności oraz inicjowanie działań mających na cele wszechstronny rozwój Zalesia Dolnego.

## Wydarzenia kulturalne
Festiwal Otwarte Ogrody w Zalesiu Dolnym – impreza organizowana dorocznie pod koniec sierpnia przez Towarzystwo Przyjaciół Zalesia Dolnego od 2008 roku. Mieszkańcy Zalesia otwierają swoje prywatne ogrody, gdzie odbywają się spotykania o charakterze kulturalnym, integracyjnym i edukacyjnym. Organizowane są wystawy, koncerty, warsztaty, dyskusje oraz wycieczki. Festiwal ma na celu:
- dyskusję na poziomie społeczności lokalnej na temat ochrony dziedzictwa i środowiska naturalnego dla przyszłych pokoleń;
- integrację i zrównoważony rozwój społeczności lokalnej;
- promocję miejscowości;
- wzmacnianie współpracy pomiędzy "miastami-ogrodami" położonymi wokół Warszawy i w innych częściach Polski w celu wymiany doświadczeń i wspólnego realizowania projektów w oparciu o filozofię zrównoważonego rozwoju;
- wypracowanie międzynarodowego programu współpracy dla miejscowości biorących udział w projekcie[13].